# Ressortprinzip
Das Ressortprinzip ist ein deutscher Regierungsgrundsatz, der besagt, dass der Bundesminister seinen Geschäftsbereich selbständig und unter eigener Verantwortung leitet. Dabei muss er sich an die Richtlinien der Politik halten, die durch den Bundeskanzler vorgegebenen werden.
Das Ressortprinzip ist im Grundgesetz festgelegt im Art. 65 Satz 2: „Innerhalb dieser Richtlinien (Anm: des Bundeskanzlers) leitet jeder Bundesminister seinen Geschäftsbereich selbständig und unter eigener Verantwortung.“

## Begriffliche Unterscheidung
Begrifflich ist dabei zu unterscheiden zwischen der verfassungsrechtlichen und der verwaltungsrechtlichen Seite bzw. dem gubernativen und dem administrativen Schenkel des Ressortprinzips. Die gubernative Seite betrifft das Zusammenspiel mit Bundeskanzler- und Kollegialprinzip im Prinzipientrias der Regierungsorganisation; die administrative Seite beinhaltet inner- wie interbehördlich die Elemente Hierarchie und Monokratie.

## Geschichte
Inhaltlich bietet sich eine Annäherung an das Ressortprinzip aus der Historie an. Einfluss auf die Organisation nahmen in der gesamten Geschichte (objektiv) der Umfang der Aufgaben des Staates und (subjektiv) die Ein- und Vorstellungen führender Persönlichkeiten. Ausgangspunkt war eine kollegiale Geschäftsbehandlung.
Die ressortmäßigen Einschläge wandelten sich von der Ausnahme zur Regel erst im Zuge der Stein-Hardenbergschen Reformen, wobei als treibende Kraft hier allein Karl August von Hardenberg anzusehen ist. Der Vergleich von preußischem Konstitutionalismus und gesamtdeutschen Kaiserreich zeigt die trotz gegensätzlicher Ausgangspositionen jedenfalls faktische Ausbildung der Regierungsorganisationstrias von Weimarer Verfassung und dem Grundgesetz für die Bundesrepublik Deutschland.

Aufgrund dieses Befundes kann von einer natürlichen und optimalen Organisationsform gesprochen werden.

## Verfassungs- und Verwaltungsrecht
Im geltenden Verfassungs- und Verwaltungsrechts beginnt die Existenz eines Ministers bzw. Ministeriums mit der Regierungsbildung durch den Bundeskanzler. Aufgrund seines materiellen Kabinettbildungsrechts schafft er mehrere, sachliche Ressorts und schlägt dem Bundespräsidenten Minister dafür vor. Auf die Regierungsbildung kann das Parlament mangels eines Gesetzesvorbehalts nur über das Zugriffsrecht Einfluss nehmen.

### Selbständige Leitung
Elemente der selbständigen Leitung eines Geschäftsbereichs durch den Minister sind Organisations-, Personal- und Sachgewalt.
An Stelle einer Rangfolge sollte unter den Prinzipien der Regierungsorganisation eher eine Reihenfolge derart aufgestellt werden, dass das Ressortprinzip im Sinne einer Schubladenfunktion zunächst das Einfangen und die Vorsortierung der Lebensbereiche übernimmt, während Kanzler- und Kollegialprinzip als Schranke für die Einheitlichkeit sorgen.

### Verantwortlichkeit
Die Existenz der Verantwortlichkeit im modernen Staat beruht nicht auf der parlamentarischen Verantwortlichkeit, sondern auf der Übertragung der militärischen Struktur von Befehl und Gehorsam auf die Staatsverwaltung durch Napoleon. In Preußen machte Hardenberg von dem (Sieger-)Modell gerne Gebrauch. Das erst mehrere Jahrzehnte später geschaffene Parlament profitierte zunächst neben dem, dann an Stelle des Monarchen von dieser Organisation. Die parlamentarische Verantwortlichkeit ist also der Rechtfertigungs-, nicht aber der Entstehungsgrund des administrativen Ressortprinzips. Parteien der Verantwortlichkeit sind der Minister als Verantwortlichkeitsschuldner sowie u. a. das Parlament als Verantwortlichkeitsgläubiger. Tatbestandlich existieren sowohl eine Verhaltens- als auch eine Zustandshaftung des Ministers, die regelmäßig dazu führen, dass ein Minister verschuldens- und verdienstunabhängig für Defizite oder Erfolge in seinem Ressort verantwortlich gemacht wird. Hintergrund dessen ist wiederum, dass politische Ereignisse nicht personenunabhängig medial vermittelt werden können, so dass die politische Verantwortung für Defizite und Erfolge in den Bereichen, die einem Minister unterstellt sind, diesem medial zugerechnet werden, selbst wenn hierfür Verwaltungsmitarbeiter verantwortlich gewesen sind, deren konkretes Handeln dem Inhaber der Ministerpostens überhaupt nicht bekannt war. Auf der Rechtsfolgenseite ist zwischen Rechenschafts- und Einstandspflichten eines Ministers zu differenzieren. Die konkrete Pflicht ist abhängig vom Tatbestand für den jeweiligen Einzelfall zu bestimmen. Grundsätzlich hat ein Minister dem Parlament und zumindest damit auch grundsätzlich der Öffentlichkeit auf Verlangen Auskünfte zu erteilen; dieses Recht ist in praktisch allen parlamentarischen Demokratien zu finden. In Deutschland ist das sog. Zitierungs- und Interpellationsrecht verfassungsrechtlich nur in Art. 43 Abs. 1 GG angedeutet („Der Bundestag und seine Ausschüsse können die Anwesenheit jedes Mitgliedes der Bundesregierung verlangen“). In der Geschäftsordnung des Deutschen Bundestages, die zahlreiche schriftliche und mündliche Befragungsinstrumente vorsieht, und in der Praxis und der Rechtsprechung des Bundesverfassungsgerichts wird ein umfassendes und bis auf einen sehr minimalen „Kernbereich exekutiver Eigenverantwortung“ durchgreifendes Auskunfts- und Kontrollrecht des Bundestages gegenüber der Bundesregierung angenommen. Dabei wird durch Rechte der Minderheiten innerhalb des Bundestages auch die Funktion der Opposition maßgeblich berücksichtigt, nämlich die Regierung und somit auch einzelne Ressorts und deren Minister zu kontrollieren.

### Hierarchie
Im Zusammenhang mit der Hierarchie wird häufig das Bild einer geschlossenen Pyramide als Symbol der Einheit des Staates gezeichnet. Beim heutigen Umfang der Staatsaufgaben ist ein leistungsfähiger Staat jedoch auch auf Differenzierungsmöglichkeiten angewiesen: Das Ressortprinzip als Kombinationsprinzip bietet sich als Mittler zwischen den Extremen an. Durchbrechungen der Hierarchie werden als zulässig angesehen, wenn bestimmte Bedingungen erfüllt sind, d. h. wenn insbesondere der Einfluss nicht völlig gekappt wird, sondern wenigstens verdünnt bzw. geknickt erhalten bleibt. Metaphorischer Nachfolger der Pyramide ist nicht das Netzwerk, sondern das Trabantensystem.

### Monokratie
Sinn des Kollegialprinzips ist u. a. die gründliche Behandlung der Sachen. Die Monokratie ist demgegenüber effektiver, d. h. schneller, und gewährleistet eine deutliche Verantwortlichkeit. Verfassungskräftig ist sie allein bezüglich des Ministers; darunter sind unter bestimmten Voraussetzungen bzw. zu bestimmten Funktionen auch kollegiale Formen zulässig.

## Konkurrierende Regierungsgrundsätze
- Kanzlerprinzip
- Kabinettsprinzip